# Бриллиантовый зелёный
Бриллиа́нтовый зелёный (тетраэтил-4,4-диаминотрифенилметана оксалат) — синтетический анилиновый краситель трифенилметанового ряда. Технические названия и синонимы — основный зелёный 1; № 42040; основный ярко-зелёный; малахитовый зелёный Ж, смарагдовая зелень, китайская зелень, этиленовая зелень. Антисептическое средство; применяют в виде водных или спиртовых растворов для смазывания кожи при её заболеваниях и повреждениях.
Не путать с близким по строению веществом — малахитовым зелёным (тетраметил-4,4-диаминотрифенилметан).

## История и этимология
Бриллиантовый зелёный впервые был получен в 1879 году в Германии. Об антисептических свойствах этого вещества узнали только в следующем столетии, когда при окрашивании препаратов для микроскопии обнаружилось, что один из красителей — а именно бриллиантовый зелёный — уничтожает микробы.
В середине XX века бриллиантовая зелень, долговечная и дешёвая в производстве, получила широкое распространение в Советском Союзе.
В русский язык название этого красителя попало из французского языка. В сухом виде бриллиантовый зелёный представляет собой золотисто-зелёные комочки, по лат. viridis nitens, — дословно «зелёный блестящий». Во французском языке было использовано слово фр. brillant — «блестящий», что на русский было переведено буквально как «бриллиантовый».
Кроме России и нескольких стран на постсоветском пространстве, бриллиантовый зелёный в медицине нигде больше не используют, хотя, например, в Европе он входит в список разрешённых медицинских препаратов. Можно назвать следующие причины этого: во-первых, до сих пор точно неизвестно, обладает ли бриллиантовый зелёный канцерогенными свойствами; а во-вторых, при использовании лекарственного средства важна и эстетическая сторона, отчего принимаются во внимание и изменения во внешнем виде пациента при применении препарата.
На постсоветском пространстве раствор бриллиантового зелёного широко известен под разговорным названием «зелёнка».
В советской и российской уголовной среде существует выражение «намазать лоб зелёнкой», первоначально означавшее расстрел (смертную казнь), а впоследствии — и просто убийство (при помощи огнестрельного оружия). Это выражение возникло во времена сталинских репрессий, когда расстрелянным или умершим заключённым писали зелёнкой на бедре арестантский номер. Поэтому первоначально бытовало выражение: «зелёнкой ногу намазать», а про «лоб» стали говорить позднее, хотя лоб к написанию номера зелёнкой никакого отношения не имел.

## Свойства
В России качество красителя бриллиантового зелёного регламентируют ТУ 6-09-4278-88.

### Физические
Зеленовато-золотистые комочки или золотисто-зелёный порошок. Трудно растворим в воде (1:50) и этаноле, растворим в хлороформе. Растворы в воде и этаноле имеют интенсивный зелёный цвет, под действием прямого солнечного света разлагаются.
Окраска этого соединения обусловлена наличием двух хромофоров: электронодонорного (аминогруппа с двумя заместителями) и электроноакцепторного (четырёхзарядный азот третичной аминогруппы). Хромофоры соединены посредством сопряжённой системы π-связей — через два бензольных кольца и двойную связь между ними. Максимум кривой светопоглощения при 625±0,5 нм.

### Химические
При прибавлении к 0,2%-му раствору бриллиантового зелёного концентрированной соляной кислоты появляется оранжевое окрашивание, а при добавлении раствора NaOH выпадает бледно-зелёный осадок основания (эти реакции используются для установления подлинности).
Несовместим с дезинфицирующими лекарственными средствами, содержащими активный иод, хлор, щёлочи (в том числе раствор аммиака).

## Получение
Бриллиантовый зелёный получают только синтетическим путём. Синтез сводится к каталитической конденсации диэтиланилина с бензальдегидом; образующийся при этом 4,4’-бис-диэтиламинотрифенилметан окисляют на катализаторе — чаще всего оксиде свинца (IV), марганца (VII) или хрома (VI). Полученное таким образом карбинольное основание дегидратируется нагреванием и при нейтрализации щавелевой кислотой образует бриллиантовый зелёный.
Форма выпуска: порошок. Производится в виде солей бис-(пара-диэтиламино)-трифенилангидрокарбинола с различными анионами:
- Оксалат (CAS 23664-66-6) — наиболее широко используется в медицине[1].
- Сульфат (CAS 633-03-4) — используется для фотометрического определения некоторых химических элементов и в качестве pH-индикатора[21][22].
- Основание (CAS 630-98-8)[23].

## Применение

### В медицине

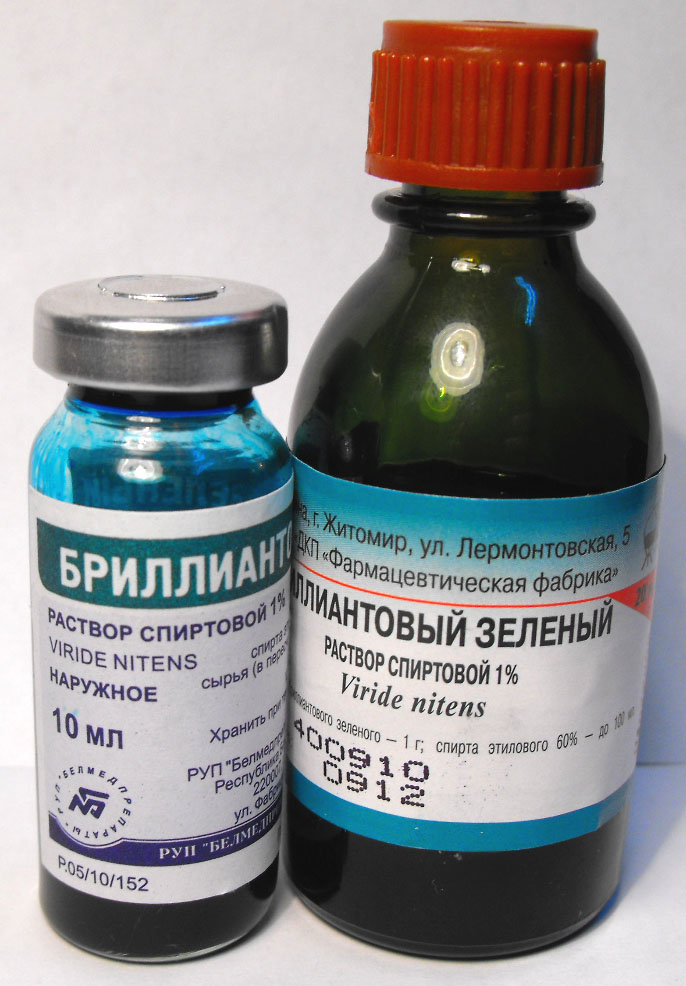
1%-е аптечные спиртовые (в этаноле) растворы бриллиантового зелёного

На территории бывшего СССР раствор бриллиантового зелёного используется в качестве антисептического лекарственного средства (широко известен под разговорным названием «зелёнка») (в США и Европейском союзе в качестве антисептика разрешён, но практически не применяется), а также для обеззараживания медицинских инструментов. В качестве лекарственного средства используется в виде от 0,05 % до 2 % водного или спиртового раствора (на 60 %-м этаноле, реже — изопропаноле), также раствор в изопропаноле или этаноле содержится в выпускаемых капиллярных карандашах (по принципу действия фломастера).
Показан к применению для обеззараживания свежих послеоперационных и посттравматических рубцов, пуповины новорождённых, ссадин, порезов, иных нарушений целостности кожных покровов, при лечении гнойно-воспалительных процессов кожи — гордеолума («ячмень»), мейбомита, блефарита, пиодермии, фурункулёза, карбункулёза, местной стафилококковой инфекции. Применяется наружно, препарат наносят на повреждённую поверхность, захватывая окружающие здоровые ткани.
Уже в 1917 году было выяснено, что бриллиантовый зелёный является одним из самых высокоактивных и быстродействующих антисептиков (активен в отношении грамположительных бактерий), также оказывает фунгицидное действие в отношении некоторых патогенных грибов. Менее эффективен против грамотрицательных микроорганизмов и неэффективен против кислотоустойчивых бактерий и бактериальных спор. В водной среде действует губительно на культуру золотистого стафилококка (Staphylococcus aureus) в концентрации 1:10 000 000, его феноловый коэффициент равен 40 000. Высокую чувствительность к бриллиантовому зелёному обнаруживает дифтерийная палочка (Corynebacterium diphtheriae). В присутствии органических веществ противомикробная активность снижается: при оценке активности этого красителя в среде, содержащей 10 % сыворотки крови, феноловый коэффициент равен 120 (0,3 % от величины в водной среде).
Также применяется в ветеринарии.

#### Препараты, содержащие бриллиантовый зелёный
Бриллиантовый зелёный входит в состав антисептических препаратов:
- Жидкость Новикова (лат. Liquor Novicovi): танина 1 часть, бриллиантового зелёного 0,2 части, этанола 96%-го 0,2 части, масла касторового 0,5 части и коллодия 20 частей (применяется для обработки ссадин и трещин)[31].
- Мозольная жидкость (лат. Liquor ad clavos): салициловой кислоты 1 часть, этанола 96%-го 1 часть, коллодия 8 частей и бриллиантового зелёного 0,01 части[32].
- в ряде бактерицидных лейкопластырей используется в качестве антисептической пропитки[33].

### В медицинской микробиологии
В бактериологических, гистологических и ботанических исследованиях используется для окрашивания клеточных сред. Также используется как добавка для приготовления агаровой питательной среды с бриллиантовым зелёным, предназначенной для пересева культур и идентификации бактерий рода Salmonella.

### В промышленности
В промышленности бриллиантовый зелёный использовался как краситель для хлопка, шёлка, шерсти и кожи, бумаги, древесины (окраски малоустойчивы к действию света и мокрым обработкам), применяется в изготовлении фаналевых (основных) лаков.

### В сельском хозяйстве
В сельском хозяйстве ограниченно используется в качестве избирательного гербицида. Входит в состав препарата «Зар-2», применяемого для ограничения роста усиков клубники и земляники (состав: хлорхолинхлорид — 40 %; уксусная кислота — 6,0 %, бриллиантовый зелёный — 0,1 %, вода питьевая — до 100,0 %).

### В химии
В аналитической химии бриллиантовый зелёный применяется в виде сульфата для фотометрического определения B, V, Sb, Re, Au, Ta, Tl, Hg, Zn, входящих в состав некоторых анионов, для спектрофотометрического определения иода. В токсикологической химии и судебно-медицинской токсикологии применяется как качественный реактив на соли таллия. Также применяется, как pH-индикатор для микроскопии; с переходом от зелёного при pH 0,1 к жёлтому при pH 2,6 (нейтрализация электроноакцепторного хромофора в щелочной среде приводит к переходу окраски в сторону более длинных волн, при рН 7 окраска вновь зелёная в связи с влиянием аниона).

### Прочее
С 2010-х годов в Украине, России и Беларуси зелёнка использовалась для хулиганских нападений. В частности, от нападений пострадали: экс-премьер Украины Арсений Яценюк, генеральный прокурор Украины Юрий Луценко, российский политик Михаил Касьянов, блогеры Илья Варламов и Дмитрий Пучков, участницы панк-группы Pussy Riot Толоконникова и Алёхина, писательница Людмила Улицкая, журналистка «Новой газеты» Елена Костюченко и другие. 
Подобное нападение на российского политика А. Навального в апреле 2017 года привело к химическому ожогу правого глаза с поражением зрачка и роговицы.

## Токсическое действие
В рекомендуемых концентрациях при медицинском применении раздражающего действия не оказывает. В производственных условиях вызывает у рабочих воспалительные заболевания кожи.
При медицинском применении возможны аллергические реакции (зуд, крапивница). При попадании на слизистую оболочку глаза возникает жжение, слезотечение, возможен ожог. Приём внутрь вызывает диарею и боли в животе.
Абсолютно смертельная доза для белых крыс — 50 мг/кг.